# براندون أندرسون
براندون أندرسون (بالإنجليزية: Brandon Anderson)‏ هو لاعب كرة قدم أمريكية أمريكي، ولد في 10 ديسمبر 1985 في دوبلين في الولايات المتحدة.

## وصلات خارجية
- براندون أندرسون على موقع مرجع كرة القدم المحترفة.كوم (الإنجليزية)